# Ramilândia
Ramilândia este un oraș în Paraná (PR), Brazilia.